# Fritz Springefeld
Fritz (Alfred Fritz) Springefeld (* 11. Januar 1914 in Leipzig; † 2005 in Dresden) war ein deutscher Gebrauchsgrafiker und Maler.

## Leben und Werk
Springefeld absolvierte nach der Grundschule von 1928 bis 1931 in Leipzig eine Lehre als Plakatmaler. Danach arbeitete er bis 1940 in seinem Beruf in Mode- und Warenhäusern in Leipzig, Chemnitz und Dresden. Von 1940 bis 1945 nahm er als Soldat der Wehrmacht am Zweiten Weltkrieg teil. Seine Wohnung in der Blumenstraße 91 wurde 1945 bei den Luftangriffen auf Dresden zerstört.
Nach der Entlassung aus der Kriegsgefangenschaft war Springefeld von 1947 bis 1952 als Gebrauchsgrafiker in Dresden bei der Sozialversicherung Sachsen tätig. Danach arbeitete er in Dresden als freischaffender Gebrauchsgrafiker.
Bedeutung erlangte Springefeld vor allem als Gestalter von Werbeplakaten und -anzeigen, die u. a. auch in der Fernsehsendung Tausend Tele-Tips ausgestrahlt wurden. Stilistisch hoben sich seine Arbeiten von der bis dahin üblichen Werbung durch einfache, humorvolle Motive ab. U.a. verwendete er bei der Gestaltung echte Materialmuster von Strickwaren und kombinierte sie mit Zeichnungen. Er schuf Anzeigen und Plakate, „in denen zumeist scherenschnittartige Figuren lebhaft agieren“. Neben Günther Schmitz prägte er, „unbeeinflusst von allen Diskussionen über die Auswirkungen der kapitalistischen Kinderstube auf die sozialistische Markenwerbung, bis weit in die 60er Jahre hinein das Erscheinungsbild des VEB Elbechemie.“
Springefeld war bis 1990 Mitglied des Verbands Bildender Künstler der DDR und erhielt 1978 die Verdienstmedaille der DDR.
Neben seinen Erwerbsarbeiten und nach dem Eintritt in die Rente betätigte Springefeld sich als Maler, vor allem von Dresdner Stadtmotiven.
Gebrauchsgrafische Arbeiten Springefelds befinden sich im Archiv der Akademie der Künste, Berlin.

## Werke (Auswahl)
- DDR-Rundfahrt 1953 (1953, Werbeplakat)
- Endlich Putzi Kinderzahnpasta mit Fruchtgeschmack (1956, Werbeplakat)
- Zweckmäßige Ausrüstung – Doppelte Urlaubsfreude (1958; Werbeplakat für Wintersport-Ausrüstungen)[5]
- Woche der Technik 1958 (Plakat)[6]
- Perlonstrümpfe (1958; Werbeplakat)[7]
- Biox-Ultra (1958; vier Werbeinserate für Zahnpasta)[8]
- Frieden der Welt (1958; zwei Bilder für Schautafeln)[9]

### Buchillustrationen
- Ilse Lange: Zwischenfall vor dem Start. Deutsches Hygienemuseum, 1965

## Ausstellungen (mutmaßlich unvollständig)
- 1958/1959, 1962/1963, 1977/1978 und 1982/1983: Dresden, Vierte und Fünfte Deutsche Kunstausstellung und VIII. und IX. Kunstausstellung der DDR
- 1972, 1974, 1979 und 1985: Dresden, Bezirkskunstausstellungen
- 1985: Berlin, Berliner Stadtbibliothek („Marken und Zeichen aus der DDR“)
- 2000: Münster, „Die Nützliche Moderne. Graphik & Produkt-Design in Deutschland 1935–1955“ im LWL-Museum für Kunst und Kultur, 19. März bis 4. Juni 2000